# فارنهامویل (آیووا)
فارنهامویل (به انگلیسی: Farnhamville) شهری در ایالت آیووا کشور ایالات متحده آمریکا است که جمعیت آن در سرشماری سال ۲۰۱۰ میلادی، ۳۷۱ نفر بوده‌است.